# Catalina Sky Survey
| LINEAR NEAT Spacewatch LONEOS | CSS Pan-STARRS NEOWISE Altri |

Oggetti NEO rilevati da indagini dedicate:

Catalina Sky Survey (CSS) è un progetto di ricerca, condotto dal Lunar and Planetary Laboratory dell'Università dell'Arizona, mirato alla ricerca di comete, asteroidi e oggetti Near-Earth (NEO), la cui orbita può intersecare quella della Terra.
Uno degli obiettivi prioritari della campagna osservativa è l'individuazione di quegli asteroidi potenzialmente pericolosi che percorrono orbite che intersecano quella della Terra e che in futuro potrebbero precipitare sul nostro pianeta.

## Traguardo della missione e valutazione della minaccia di impatto
La tecnologia è giunta ad un livello tale da rendere possibile una accurata catalogazione degli oggetti NEO. In considerazione del rischio di impatto con oggetti di grandi dimensioni e delle relative catastrofiche conseguenze, è stato avviato il programma NEO Observations Program (NEOO) sulla base delle direttive date alla NASA dal Congresso statunitense nel 1998. Il programma dovrebbe riuscire a raccogliere un numero di osservazioni sufficiente a determinare con una sicurezza del 90% le orbite degli oggetti più grandi di un chilometro.
Il Catalina Sky Survey (CSS) ed i paralleli Siding Spring Survey (SSS) e Mount Lemmon Survey stanno contribuendo al raggiungimento del traguardo fissato dal Congresso statunitense.

## Informazioni tecniche
La missione CSS utilizza tre telescopi:
- telescopio di 1,5 metri (60 pollici) f/ 2 sulla cima del Monte Lemmon dove opera il Mount Lemmon Survey;
- telescopio di 68 cm (27 pollici) f/ 1.9 tipo Schmidt ubicato nei pressi del Monte Bigelow;
- telescopio di 0,5 metri (20 pollici) tipo Uppsala Schmidt ubicato presso il Siding Spring Observatory in Australia dove opera il Siding Spring Survey.

Tutte le postazioni utilizzano allo stesso modo fotocamere gestite elettro-termicamente e software scritto dal team del CSS.

Le fotocamere sono raffreddate approssimativamente a -100 °C in modo da abbassare le relative correnti di buio a circa 1 elettrone per ora. Queste fotocamere di 4096x4096 pixel forniscono un campo visivo di 1 grado quadrato sul telescopio da 1,5 metri e circa 9 gradi quadrati con il secondo telescopio.

Le esposizioni nominali sono di 30 secondi e con il telescopio principale è possibile osservare oggetti che raggiungono una magnitudine pari a 21,5.
Il CCS opera solitamente tutte le notti di cielo sereno con l'esclusione di alcuni giorni corrispondenti alle fasi di Luna piena.
Nel 2005, il CSS è stato il più efficace cacciatore di NEO, superando per numero di scoperte il programma Lincoln Near-Earth Asteroid Research (LINEAR) del Lincoln Laboratory del MIT.

## Scoperte
Il CSS ha scoperto 310 NEO nel 2005, 396 nel 2006, 466 nel 2007, e 564 nel 2008 .
Ha scoperto o coscoperto molte comete tra le quali 34 portano il nome del programma come la P/1999 XN120 Catalina, la 300P/Catalina, la P/2007 C2 Catalina, la P/2008 E1 Catalina, la P/2009 WX51 Catalina e la P/2011 CR42 Catalina. Molte di più sono le comete scoperte nell'ambito del programma ma che portano il nome degli scopritori .
Tra gli asteroidi più interessanti scoperti dal programma ci sono:
| Denominazione | Categoria  | Data di scoperta  | Dimensioni (diametro) | Rilevanza |
| ------------- | ---------- | ----------------- | --------------------- | --- |
| 2006 QV89     | asteroide  | 29 agosto 2006    | 30 m                  | Scoperto nel 2006 quando era lontano 0,03 UA, l'asteroide ebbe un arco di osservazione di soli dieci giorni. Fece ritorno il 14 luglio 2019. |
| 2006 RH120    | asteroide  | 14 settembre 2006 | 3-4 m                 | È stato per alcuni mesi un satellite naturale temporaneo della Terra .                                                                       |
| 2007 WD5      | asteroide  | 20 novembre 2007  | 50 m                  | È stato calcolato che il 9 gennaio 2008 avrebbe potuto colpire Marte con una probabilità di 1 su 75.                                         |
| 2007 TU24     | asteroide  | 1º ottobre 2007   | 250 m                 | Il 29 gennaio 2008 è transitato a 554.209 km dalla Terra.                                                                                    |
| 2008 TC3      | meteoroide | 6 ottobre 2008    | 4 m                   | Il 7 ottobre 2008 è precipitato sulla Terra, in Sudan.                                                                                       |
| 2012 XE133    | asteroide  | 12 dicembre 2012  | 68 m                  | Temporaneamente coorbitale di Venere |
| 2014 AA       | meteoroide | 1º gennaio 2014   | 3 m                   | Il 2 gennaio 2014 è precipitato sulla Terra.                                                                                                 |
| 2018 GE3      | asteroide  | 14 aprile 2018    | 48–110 m              | Transitato il 14 aprile 2018 a soli 192.000 km dalla terra                                                                                   |

## I membri del CSS/SSS
Il team del CSS è diretto da Stephen M. Larson dell'Università dell'Arizona.
I suoi membri sono:
- Stephen M. Larson
- Edward Beshore
- Richard Erik Hill
- Richard A. Kowalski
- Alex R. Gibbs
- Andrea Boattini
- Albert D. Grauer

In Australia:
- Rob McNaught
- Gordon Garradd

## Riconoscimenti
L'asteroide 83360 Catalina è stato così nominato in onore del Catalina Sky Survey.